# Convergence (Mexique)
Pour les articles homonymes, voir Convergence.
 (juillet 2018).
Si vous disposez d'ouvrages ou d'articles de référence ou si vous connaissez des sites web de qualité traitant du thème abordé ici, merci de compléter l'article en donnant les références utiles à sa vérifiabilité et en les liant à la section « Notes et références ».
Le Parti convergence ou CON (en espagnol Partido Convergencia) est un ancien parti politique mexicain de centre gauche fondé en 1999. Il est membre de la Conférence permanente des partis politiques d'Amérique latine et des Caraïbes (COPPPAL). En 2011, le parti a changé de statuts, de nom et de logo pour devenir le Mouvement citoyen.

## Histoire

### Présidents de Convergencia
- 1999 – 2006 : Dante Delgado Rannauro
- 2006 – 2010 : Luis Maldonado Venegas
- 2010 – 2011 : Luis Walton Aburto